# Staropatica
Staropatica (bułg. Старопатица) – wieś w Bułgarii, w obwodzie Widin, w gminie Kuła. Według danych szacunkowych Ujednoliconego Systemu Ewidencji Ludności oraz Usług Administracyjnych dla Ludności, 15 grudnia 2018 roku miejscowość liczyła 295 mieszkańców.
Przez wieś przepływa rzeka Bojniszka uchodząca do Dunaju. Obszar wsi znajdował się tysiące lat temu na dnie morza, na powierzchni znaleźć można liczne szczątki koralowców. Święty sobór we wsi odbywa się w sierpniu.